# Hokej na lodzie na Zimowych Igrzyskach Olimpijskich 1960
Hokej na lodzie był jedną z konkurencji rozgrywanych podczas igrzysk olimpijskich 1960 w Squaw Valley. W turnieju wzięło udział 9 zespołów. W pierwszej rundzie rywalizowano w trzech grupach po trzy zespoły każda. W drugiej rundzie sześć zespołów (po dwa najlepsze z każdej grupy) rywalizowały w grupie finałowej, pozostałe drużyny (4) rywalizowały w grupie pocieszenia. W grupie finałowej rywalizowano systemem każdy z każdym, a w grupie pocieszenia rozgrywano mecz i rewanż pomiędzy każdym z zespołów. Złoty medal zdobyła reprezentacja Stanów Zjednoczonych.

## Wyniki

### Rozgrywki grupowe
Grupa A
| Drużyna | M | Mecze | Mecze | Mecze | Bramki | Bramki | Bramki | Pkt |
| Drużyna | M | W     | R     | P     | +      | –      | +/−    | Pkt |
| ------- | - | ----- | ----- | ----- | ------ | ------ | ------ | --- |
| Kanada  | 2 | 2     | 0     | 0     | 24     | 3      | +21    | 4   |
| Szwecja | 2 | 1     | 0     | 1     | 21     | 5      | +16    | 2   |
| Japonia | 2 | 0     | 0     | 2     | 1      | 38     | -37    | 0   |

| 19 lutego 1960 | Kanada | 5:2 | Szwecja |  |

|  | F.Martin 8:26 R.Attersley 17:03 G.Samolenko 31:00 F.Etcher 55:37 F.Etcher 56:06 | (2:1, 1:1, 2:0) | C.Öberg 11:43 L.Lundvall 31:47 | Sędzia główny: Robert Barry Sędziowie liniowi: Bill Riley |

| 20 lutego 1960 | Kanada | 19:1 | Japonia |  |

|  | R.Attersley 4:52 J.Rousseau 7:28 F.Etcher 10:31 H.Sinden 11:24 G.Samolenko 11:51 R.Attersley 22:00 H.Sinden 24:15 R.Rousseau 25:54 G.Samolenko 31:15 F.Martin 34:13 J.Connelly 36:20 J.Rousseau 39:26 F.Etcher 43:37 F.Etcher 44:59 D.Rope 46:00 F.Martin 48:35 R.McKnight 48:51 G.Samolenko 51:45 J.Rousseau 52:24 | (5:0, 7:1, 7:0) | A.Irie 28:28 | Sędzia główny: Kurt Hauser Sędziowie liniowi: Richard Wagner |

| 21 lutego 1960 | Szwecja | 19:0 | Japonia |  |

|  | R.Pettersson 1:00 R.Pettersson 3:51 C.Öberg 7:15 C.Öberg 7:23 A.Andersson 7:51 G.Blomé 13:57 G.Blomé 15:33 H.Granath 18:05 A.Andersson 26:48 L.Lundvall 29:07 S.Johansson 30:00 S.Johansson 30:33 G.Blomé 33:28 N.Nilsson 41:09 S.Johansson 41:29 R.Pettersson 47:56 C.Öberg 56:14 N.Nilson 56:49 H.Svedberg 57:17 | (8:0, 5:0, 6:0) |  | Sędzia główny: Bill Riely Sędziowie liniowi: Marshall Ryman |

Grupa B
| Drużyna           | M | Mecze | Mecze | Mecze | Bramki | Bramki | Bramki | Pkt |
| Drużyna           | M | W     | R     | P     | +      | –      | +/−    | Pkt |
| ----------------- | - | ----- | ----- | ----- | ------ | ------ | ------ | --- |
| Stany Zjednoczone | 2 | 2     | 0     | 0     | 19     | 6      | +13    | 4   |
| Czechosłowacja    | 2 | 1     | 0     | 1     | 23     | 8      | +15    | 2   |
| Australia         | 2 | 0     | 0     | 2     | 2      | 30     | -23    | 0   |

| 19 lutego 1960 | Stany Zjednoczone | 7:5 | Czechosłowacja |  |

|  | J.Mayasich 5:50 J.Mayasich 16:56 T.Williams 28:54 P.Johnson 41:58 W.Cleary 43:54 J.Mayasich 44:29 T.Williams 47:12 | (2:1, 1:3, 4:1) | J.Černý 7:04 V.Bubník 223:37 M.Vlach 29:57 V.Pantůček 33:37 J.Golonka 58:52 | Sędzia główny: Hugh McLean Sędziowie liniowi: Bill McKenzie |

| 20 lutego 1960 | Czechosłowacja | 18:1 | Australia |  |

|  | J.Golonka 2:35 J.Volf 3:29 R.Potsch 6:31 J.Golonka 8:30 J.Černý 9:30 J.Starší 14:30 J.Černý 15:56 V.Pantůček 20:32 R.Potsch 22:07 J.Starší 33:24 J.Starší 41:57 K.Gut 45:02 M.Vlach 45:49 M.Vlach 46:42 V.Bubník 49:09 J.Golonka 49:45 M.Vlach 53:44 J.Golonka 54:24 | (7:1, 3:0, 8:0) | D.Cunningham 5:17 | Sędzia główny: Bob Berry Sędziowie liniowi: Bill Riley |

| 21 lutego 1960 | Stany Zjednoczone | 12:1 | Australia |  |

|  | W.Olson 1:09 R.Rodenhiser 5:13 T.Williams 9:37 R.Cleary 14:07 R.Meredith 16:31 J.Mayasich 17:36 J.Mayasich 22:39 J.Kirrane 29:39 R.Christian 31:23 R.Meredith 42:21 P.Johanson 44:10 E.Owen 47:40 | (6:0, 3:0, 3:1) | R.Jones | Sędzia główny: Bill McKinzie Sędziowie liniowi: Hugh McLean |

Grupa C
| Drużyna   | M | Mecze | Mecze | Mecze | Bramki | Bramki | Bramki | Pkt |
| Drużyna   | M | W     | R     | P     | +      | –      | +/−    | Pkt |
| --------- | - | ----- | ----- | ----- | ------ | ------ | ------ | --- |
| ZSRR      | 2 | 2     | 0     | 0     | 16     | 4      | +12    | 4   |
| Niemcy    | 2 | 1     | 0     | 1     | 4      | 9      | -5     | 2   |
| Finlandia | 2 | 0     | 0     | 0     | 5      | 12     | -7     | 0   |

| 19 lutego 1960 | ZSRR | 8:0 | Niemcy |  |

|  | J.Baulin 1:32 W.Priażnikow 4:01 W.Aleksandrow 18:44 J.Groszew 31:53 S.Pietuchow 32:55 A.Almietow 38:16 N.Sołogubow 45:19 K.Łoktiew 49:06 | (3:0, 3:0, 2:0) |  | Sędzia główny: Marsh Ryman Sędziowie liniowi: Everett Riley |

| 20 lutego 1960 | ZSRR | 8:4 | Finlandia |  |

|  | W.Grebiennikow 4:43 J.Groszew 9:35 N.Karpow 22:36 W.Jakuszew 29:36 J.Cicinow 36:21 J.Groszew 37:30 K.Łoktiew 44:31 W.Grebiennikow 56:28 | (2:1, 4:0, 2:3) | M. Lampainen 18:09 H. Pulli 43:20 P. Nieminen 47:15 P. Nieminen 59:42 | Sędzia główny: Bill McKenzie Sędziowie liniowi: Hugh McLean |

| 21 lutego 1960 | Niemcy | 4:1 | Finlandia |  |

|  | K.Sepp 16:16 K.Sepp 21:03 J.Reif 32:16 J.Rampf 54:56 | (1:0, 2:0, 1:1) | M. Lampainen 18:09 | Sędzia główny: Bob Barry Sędziowie liniowi: Bill Riley |

### Runda „pocieszenia”
| Drużyna   | M | Mecze | Mecze | Mecze | Bramki | Bramki | Bramki | Pkt |
| Drużyna   | M | W     | R     | P     | +      | –      | +/−    | Pkt |
| --------- | - | ----- | ----- | ----- | ------ | ------ | ------ | --- |
| Finlandia | 4 | 3     | 1     | 0     | 50     | 11     | +39    | 7   |
| Japonia   | 4 | 2     | 1     | 0     | 32     | 22     | 10     | 5   |
| Australia | 4 | 0     | 0     | 4     | 8      | 57     | -49    | 0   |

| 22 lutego 1960 | Finlandia | 14:1 | Australia |  |

|  | J.Seistamo 3:25 R.Kilpiö 5:19 P.Nieminen 6:21 E.Luostarinen 7:51 R.Kilpiö 9:22 V.Soini 15:54 R.Kilpiö 16:04 P.Nieminen 18:07 V.Numinnen 23:24 J.Wahlsten 36:54 J.Wahlsten 37:51 E.Luostarinen 39:19 J.Seistamo 43:59 R.Kilpiö 56:14 | (8:1, 4:0, 2:0) | D.Cunningham 18:48 | Sędzia główny: Bill Riley Sędziowie liniowi: Hiroshi Hayrachi |

| 23 lutego 1960 | Finlandia | 6:6 | Japonia |  |

|  | R.Kilpiö 0:30 J.Seistamo 7:57 P.Nieminen 27:02 M.Lampainen 33:33 V.Soini 37:17 V.Soini 41:57 | (2:1, 3:2, 1:3) | J.Iwaoka 12:06 M.Tanabu 223:56 I.Ono 35:40 T.Kakihara 49:04 M.Takashima 49:57 M.Takashima 55:59 |  |

| 24 lutego 1960 | Japonia | 13:2 | Australia |  |

|  | T.Yamada 14:37 H.Inatsu 15:21 T.Kakihara 16:14 M.Takashima 22:30 Y.Miyazaki 27:27 Y.Miyazaki 31:17 T.Yamada 32:07 J.Iwaoka 42:16 I.Ono 44:21 J.Iwaoka 47:36 I.Ono 49:35 T.Yamada 50:29 J.Iwaoka 53:21 | (3:0, 4:0, 6:2) | N.Derrick 43:11 D.Cunnigham 49:28 | Sędzia główny: Buck Riley Sędziowie liniowi: Marshall Ryman |

| 25 lutego 1960 | Finlandia | 19:2 | Australia |  |

|  | J.Wahlsten 0:45 J.Wahlsten 4:29 R.Kilpiö 5:13 H.Pulli 5:18 E.Luostarinen 7:58 H.Pulli 18:35 V.Numminen 21:22 R.Kilpiö 23:49 V.Numminen 28:16 E.Luostarinen 33:19 V.Numminen 34:19 J.Seistamo J.Salmi T.Rastio J.Seistamo V.Numminen H.Pulli P.Nieminen J.Seistamo | (6:1, 5:1, 8:0) | R.Jones 11:08 J.Thomas 20:15 | Sędzia główny: Marshall Ryman Sędziowie liniowi: B.Hayashi |

| 26 lutego 1960 | Finlandia | 11:2 | Japonia |  |

|  | H.Pulli 6:55 T.Rastio 7:53 R.Kilpiö 24:58 J.Seistamo 26:54 P.Nieminen 28:41 J.Seistamo 33:43 H.Pulli 36:52 T.Rastio 37:10 R.Kilpiö 51:48 P.Nieminen 55:59 E.Luostarinen 59:19 | (2:1, 6:0, 3:1) | Y.Segawa 11:40 T.Yamada 52:58 |  |

| 27 lutego 1960 | Japonia | 11:3 | Australia |  |

|  | T.Kakihara 0:52 I.Ono 1:25 A.Irie 2:40 T.Yamada 8:57 M.Takashima 12:31 Y.Segawa 15:00 A.Irie 26:32 Masao Murano 32:50 H.Inatsu 42:09 I.Ono 53:45 I.Ono 54:16 | (6:0, 2:1, 3:2) | N.Derrick 28:07 B.Hansen 37:24 D.Cunningham 51:13 | Sędzia główny: Buck Riley Sędziowie liniowi: Marsh Ryman |

## Runda finałowa
| Drużyna           | M | Mecze | Mecze | Mecze | Bramki | Bramki | Bramki | Pkt | Uwagi |
| Drużyna           | M | W     | R     | P     | +      | –      | +/−    | Pkt | Uwagi |
| ----------------- | - | ----- | ----- | ----- | ------ | ------ | ------ | --- | ----- |
| Stany Zjednoczone | 5 | 5     | 0     | 0     | 29     | 11     | +19    | 10  |       |
| Kanada            | 5 | 4     | 0     | 1     | 31     | 12     | +17    | 8   |       |
| ZSRR              | 5 | 2     | 1     | 2     | 24     | 19     | +5     | 5   |       |
| Czechosłowacja    | 5 | 2     | 0     | 3     | 21     | 23     | -2     | 4   |       |
| Szwecja           | 5 | 1     | 1     | 3     | 19     | 19     | 0      | 3   |       |
| Niemcy            | 5 | 0     | 0     | 5     | 5      | 45     | -40    | 0   |       |

Wyniki
| 22 lutego 1960 | ZSRR | 8:5 | Czechosłowacja |  |

|  | J.Cicinow 7:33 K.Łoktiew 15:56 W.Aleksandrow 18:26 J.Cicinow 25:38 K.Łoktiew 30:31 W.Aleksandrow 41:08 S.Pietuchow 44:28 K.Łoktiew 53:09 | (3:2, 2:1, 3:2) | V.Bubnik 14:17 J.Černý 19:44 V.Pantůček 35:01 V.Pantůček 45:03 V.Pantůček 50:13 |  |

| 22 lutego 1960 | Stany Zjednoczone | 6:3 | Szwecja |  |

| Godzina: 15:30 | R.Christian 3:26 R.McVey 10:19 R.Cleary 15:52 P.Johnson 17:21 R.Christian 27:41 R.Christian 53:30 | (4:0, 1:2, 1:1) | R.Pettersson 20:14 N.Nilsson 22:32 A.Andersson 43:49 | Sędzia główny: Richard Wagner Sędziowie liniowi: Kurt Hauser |

| 22 lutego 1960 | Kanada | 12:0 | Niemcy |  |

| Godzina: 18:00 | F.Etcher 6:58 F.Etcher 7:10 J.Douglas 8:04 R.McKnight 8:41 D.Rope 11:03 R.Attersley 18:50 J.Douglas 26:15 D.Rope 43:40 R.Attersley 46:01 G.Samolenko 51:33 J.Douglas 52:17 R.Forhan 55:59 | (6:0, 1:0, 5:0) |  | Sędzia główny: Bill Riley Sędziowie liniowi: Bob Barry |

| 24 lutego 1960 | Stany Zjednoczone | 9:1 | Niemcy |  |

| Godzina: 13:00 | W.Cleary 12:37 W.Cleary 13:29 T.Williams 20:55 W.Cleary 22:57 W.Cleary 29:52 P.Johnson 45:09 J.Mayasich 46:02 W.Cleary 57:58 J.Mayasich 58:49 | (2:0, 3:1, 4:0) | K.Sepp 25:42 | Sędzia główny: Bill McClean Sędziowie liniowi: Bill McKanzie |

| 24 lutego 1960 | ZSRR | 2:2 | Szwecja |  |

| Godzina: 15:30 | K.Łoktiew 48:07 W.Aleksandrow 51:49 | (0:0, 0:0, 2:2) | N.Nilsson 42:39 N.Nilsson 58:32 | Sędzia główny: Bill Riley Sędziowie liniowi: Bob Barry |

| 24 lutego 1960 | Kanada | 4:0 | Czechosłowacja |  |

| Godzina: 18:00 | D.Sly 6:41 F.Martin 16:45 G.Samolenko 18:22 F.Martin 31:36 | (3:0, 1:0, 0:0) |  | Sędzia główny: Kurt Hauser Sędziowie liniowi: Richard Wagner |

| 25 lutego 1960 | ZSRR | 7:1 | Niemcy |  |

| Godzina: 13:00 | W.Grebiennikow 27:47 J.Cicinow 31:33 W.Aleksandrow 33:40 S.Pietuchow 34:42 J.Cicinow 50:41 S.Pietuchow 53:24 G.Sidorenkow 59:16 | (0:1, 4:0, 3:0) | J.Huber 3:17 | Sędzia główny: ROb Barry Sędziowie liniowi: Bill Riley |

| 25 lutego 1960 | Czechosłowacja | 3:1 | Szwecja |  |

| Godzina: 18:00 | V.Pantůček 12:17 J.Kasper 18:02 V.Pantůček 18:35 | (3:0, 0:1, 0:0) | N.Nilsson | Sędzia główny: Bill McKinzie Sędziowie liniowi: Hugh McLean |

| 25 lutego 1960 | Stany Zjednoczone | 2:1 | Kanada |  |

| Godzina: 15:30 | R.Cleary 12:47 P.Johnson 34:00 | (1:0, 1:0, 0:1) | J.Connelly | Sędzia główny: Kurt Hauser Sędziowie liniowi: Richard Wagner |

| 27 lutego 1960 | Czechosłowacja | 9:1 | Niemcy |  |

| Godzina: 11:00 | F.Tikal 12:41 M.Vlach 14:46 V.Bubník 17:17 M.Vlach 30:59 R.Potsch 33:20 J.Starší 36:54 J.Jiřík 39:30 F.Vaněk 54:44 F.Vaněk 55:22 | (3:1, 4:0, 2:0) | H.Schuldes 4:26 | Sędzia główny: Hugh McLean Sędziowie liniowi: Bill McKinzie |

| 27 lutego 1960 | Stany Zjednoczone | 3:2 | ZSRR |  |

| Godzina: 13:30 | W.Cleary 4:04 W.Christian 31:01 W.Christian 54:59 | (1:2, 1:0, 1:0) | W.Aleksandrow 5:03 M.Byczkow 9:37 | Sędzia główny: Kurt Hauser Sędziowie liniowi: Richard Wagner |

| 27 lutego 1960 | Kanada | 6:5 | Szwecja |  |

| Godzina: 16:00 | G.Samolenko 15:23 J.Connelly 36:41 J.Rousseau 43:11 H.Sinden 51:17 M.Benoit 55:32 J.Connelly 57:31 | (1:4, 1:0, 4:1) | L.Lundvall 1:35 S.Bröms 4:36 S.Johansson 14:55 L.Lundvall 18:22 L.Lundvall 52:55 | Sędzia główny: Bob Barry Sędziowie liniowi: Bill Riley |

| 28 lutego 1960 | Stany Zjednoczone | 9:4 | Czechosłowacja |  |

| Godzina: 20:00 | W.olson 4:19 R.McVey 9:32 R.Christian 13:33 R.Christian 45:59 R.Cleary 47:40 R.Cleary 51:36 R.Christian 52:05 R.Cleary 52:43 R.Christian 57:56 | (3:3, 0:1, 6:0) | M.Vlach 0:08 V.Bubník 11:20 F.Vaněk 14:40 M.Vlach 26:58 | Sędzia główny: Hugh McLean Sędziowie liniowi: Bill McKinzie |

| 28 lutego 1960 | Szwecja | 8:2 | Niemcy |  |

| Godzina: 10:30 | L.Lundvall 1:15 G.Blomé 3:18 H.Svedberg 30:50 N.Nilsson 39:57 S.Johansson 47:33 S.Johansson 52:56 L.Lundvall 55:46 L.Lundvall 57:56 | (2:0, 2:2, 4:0) | G.Eberl 31:16 M.Egen 39:34 | Sędzia główny: Bill Riley Sędziowie liniowi: Bob Barry |

| 28 lutego 1960 | Kanada | 8:5 | ZSRR |  |

|  | F.Etcher 7:32 H.Sinden 18:12 G.Samolenko 18:27 D.Rope 22:37 F.Etcher 45:33 J.Connelly 46:48 F.Martin 47:53 R.Attersley 595:52 | (3:0, 1:3, 4:2) | A.Almietow 25:28 W.Aleksandrow 25:51 W’Grebiennikow 29:56 J.Groszew 50:16 W.Priażnikow 55:02 | Sędzia główny: Kurt Hauser Sędziowie liniowi: Richard Wagner |

## Tabela medalowa
| Lp. | Państwo           | Medal |
| --- | ----------------- | ----- |
| 1   | Stany Zjednoczone |       |
| 2   | Kanada            |       |
| 3   | ZSRR              |       |